# Bunpei Yorifuji
Bunpei Yorifuji (寄藤 文平 Yorifuji Bunpei?), es un ilustrador y director artístico japonés en publicidad, nacido en 1973, en la prefectura de Nagano, Japón.
Es conocido principalmente por sus pósteres ilustrados, muy esquemáticos.

## Biografía
Nacido en 1973, en la jefatura de Nagano, es diplomado de escuela superior Inakita de la jefatura de Nagano (長野県伊那北高等学校). Estudió luego en la Universidad de arte de Musashino, en Kodaira, cerca de Tokio. Estudió diseño en telecomunicaciones, pero abandonó estos estudios en el transcurso del año.
En 1998, comienza a construir sus despachos en el puerto deportivo de Ginza, y en el año 2000, funda el estudio de diseño gráfico y ilustración, Bunpei Ginza.
En 2016, es director artístico en publicidad.

## Carrera
En 2010, publica yPad, un objeto el cu´sl es una combinación entre un calendario y un planificador de proyectos.
En Wonderful Life with the Elements Wonderful Life with the Elements, utiliza superhéroes para representar los elementos de la Tabla periódica de los elementos y así enseñar las bases de la Química.

## Obra
- Eiji Ōtsuka (2006). The kurosagi corpse delivery service (en inglés). Milwaukie, Or.: Dark Horse. OCLC 77060172.
- 寄藤文平 (2008). 大便书 (吴锵煌, trad.) (en chino). 哈尔滨市: 北方文艺出版社. ISBN 978-7-5317-2310-3.
- Yorifuji; Fujita (2010). 『ウンココロ しあわせウンコ生活のススメ』 (en japonés). 東京市: 実業之日本社. ISBN 978-4-408-55016-9.
- ＹPad (en japonés). 朝日新聞出版. octobre de 2010. ISBN 978-4-02-330854-1.
- 寄藤文平 (2011). 没创意, 还敢玩涂鸦 (宋振帅, trad.) (en chino). 南京市: 江苏文艺出版社. ISBN 978-7-5399-4529-3.
- Wonderful Life with the Elements Wonderful Life with the Elements (en inglés). San Francisco, Calif: No Starch Press. septembre de 2012. p. 208. ISBN 978-1-59327-423-8.
- 寄藤文平 (2016). 地震イツモマニュアル (en japonés). 東京市: ポプラ. ISBN 978-4-591-15108-2. OCLC 957079061.
- Yorifuji, Bunpei (2016). Devenir un expert de rakugaki (Rakugaki: como potenciar tu imaginación a través del dibujo). Barcelona: Blackie books (Traducción al español). p. 192. ISBN 978-84-17059-36-1.
- Yorifuji; Kimura. デザインの仕事 (en japonés).
- La vida maravillosa de los elementos, París, B42, 2018, 216 p.  (ISBN <span class="nowrap">9782917855959</span>)
- Al cœur del caca, París, B42, 2018, 174 p.  (ISBN <span class="nowrap">9782490077076</span>)